# Unia Języka Niderlandzkiego

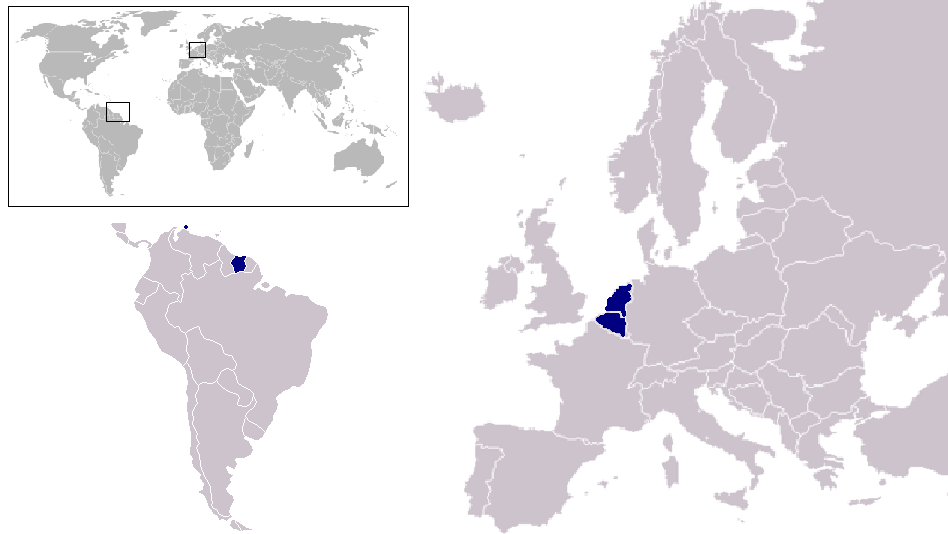
Kraje objęte unią

Unia Języka Niderlandzkiego (niderl. Nederlandse Taalunie, NTU) – regulator języka niderlandzkiego w Holandii, we flamandzkiej części Belgii i w Surinamie. Unia Języka Niderlandzkiego została ustanowiona w 1980, jej siedziba znajduje się w Hadze.